# Aquabacterium terrae
Aquabacterium terrae es una bacteria gramnegativa del género Aquabacterium. Fue descrita en el año 2021. Su etimología hace referencia a suelo. Es aerobia y móvil por flagelo polar. Tiene un tamaño de 0,7-1 μm de ancho por 1,6-3,2 μm de largo. Forma colonias circulares, convexas y de color amarillo tras 5 días a 28 °C en agar R2A. Catalasa positiva oxidasa negativa. Temperatura de crecimiento entre 10-37 °C, óptima de 28 °C. Se ha aislado de suelo en Corea del Sur. 